# Neufchef
Neufchef (Duits: Neunhäuser  in  Lothringen ) is een gemeente in het Franse departement Moselle (regio Grand Est). Neufchef telde op 1 januari 2022 2.636 inwoners.
De plaats maakte deel uit van het arrondissement Thionville-Ouest tot dat op 22 maart 2015 fuseerde met het arrondissement Thionville-Est tot het huidige arrondissement Thionville.

## Geografie
De oppervlakte van Neufchef bedroeg op 1 januari 2022 16,74 vierkante kilometer; de bevolkingsdichtheid was toen 157,5 inwoners per km².

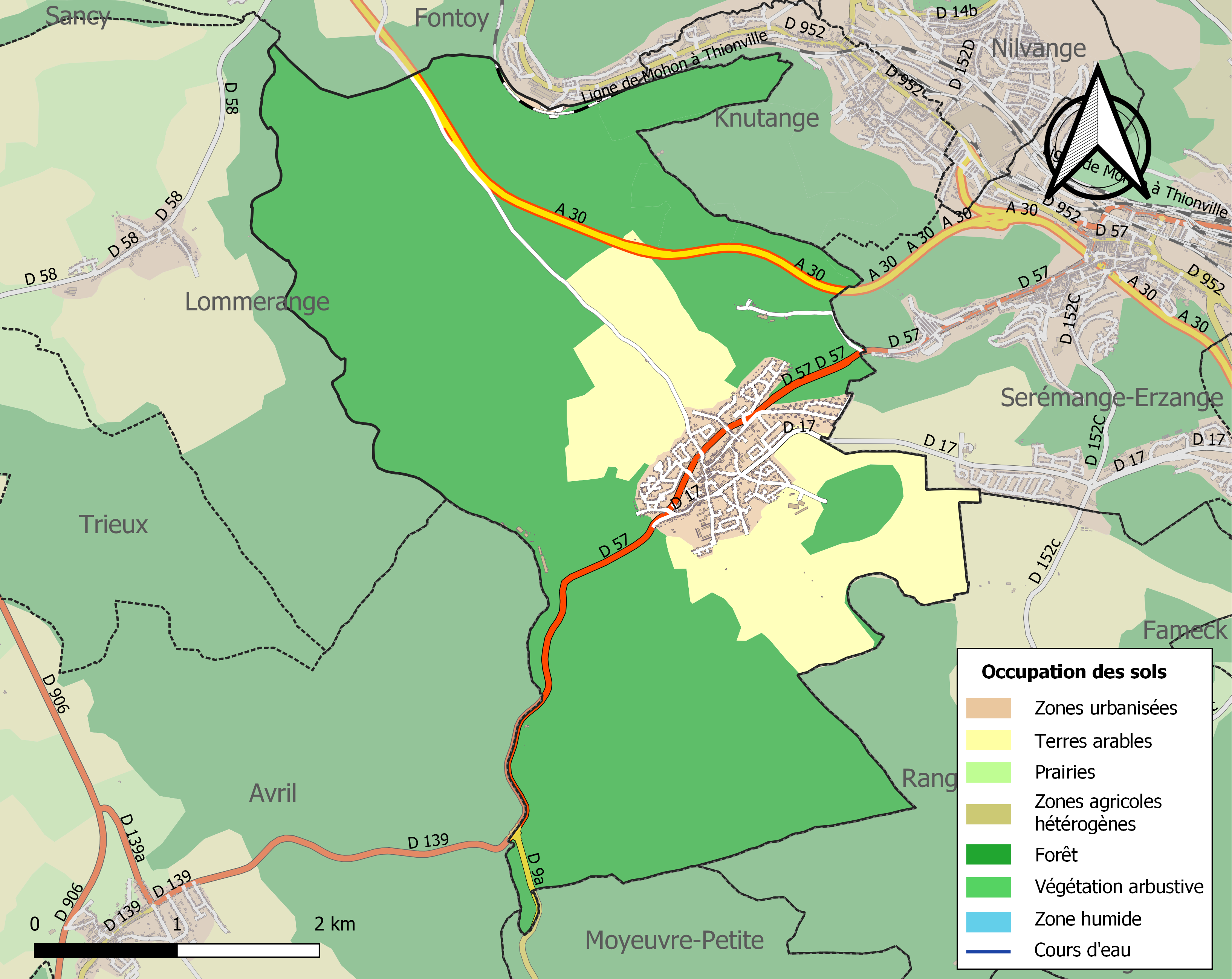
Kaart van de gemeente met de belangrijkste infrastructuur, bodemgebruik en omliggende gemeenten

## Demografie
Onderstaande figuur toont het verloop van het inwonertal (bron: INSEE-tellingen).